# Tuesday Night Music Club
Tuesday Night Music Club ist das Debütalbum der US-amerikanischen Pop-Rock-Sängerin Sheryl Crow aus dem Jahr 1993.

## Entstehung und Veröffentlichung
Die Erstveröffentlichung von Tuesday Night Music Club erfolgte am 3. August 1993 bei A&M Records. Das Album erschien in seiner Originalausführung als CD mit elf Titeln (Katalognummer: 31454 0126 2). Am 27. November 2009 erschien eine „Deluxe Edition“, die um den Tonträger „B-Sides, Rarities and Out-Takes“ und ein Videoalbum erweitert wurde (Katalognummer: 06025 2722228). Am 1. Dezember 2023 erschien erstmals eine LP-Ausführung (Katalognummer: 060245843311).
Der Albumtitel stammt vom „Tuesday Night Music Club“, einer Gruppe von Musikern um Sheryl Crow, die sich am Dienstagabend traf, um an dem Album zu arbeiten. Diese Musiker schrieben auch die Songs mit, insbesondere Kevin Gilbert, mit dem Crow zu der Zeit auch befreundet war.

## Titelliste

### Original
1. Run, Baby, Run (David Baerwald, Bill Bottrell, Crow) – 4:53
2. Leaving Las Vegas (Baerwald, Bottrell, Crow, Kevin Gilbert, David Ricketts) – 5:10
3. Strong Enough (Baerwald, Bottrell, Crow, Gilbert, Brian MacLeod, Ricketts) – 3:10
4. Can’t Cry Anymore (Bottrell, Crow) – 3:41
5. Solidify (Baerwald, Bottrell, Crow, Gilbert, Kevin Hunter, MacLeod, Ricketts) – 4:08
6. The Na-Na Song (Baerwald, Bottrell, Crow, Gilbert, MacLeod, Ricketts) – 3:12
7. No One Said It Would Be Easy (Bottrell, Crow, Gilbert, Dan Schwartz) – 5:29
8. What I Can Do For You (Baerwald, Crow) – 4:15
9. All I Wanna Do (Baerwald, Bottrell, Wyn Cooper, Crow, Gilbert) – 4:32
10. We Do What We Can (Bottrell, Crow, Gilbert, Schwartz) – 5:38
11. I Shall Believe (Bottrell, Crow) – 5:34

### Limited Edition Bonus-CD
Im Vereinigten Königreich erschien 1995 eine Bonus-CD, Sheryl Crow Live, mit Stücken, die live am 6. Juni 1994 im Shepherd’s Bush Empire aufgenommen wurden.
1. Reach Around Jerk (Crow, Bottrell, Schwartz) – 4:48
2. Can’t Cry Anymore (Bottrell, Crow) – 4:54
3. What Can I Do for You (Baerwald, Crow) – 7:01
4. No-One Said It Would Be Easy (Bottrell, Crow, Gilbert, Dan Schwartz) – 6:55
5. Leaving Las Vegas (Baerwald, Bottrell, Crow, Gilbert, Ricketts) – 6:38
6. Volvo Cowgirl (Crow, Baerwald, Gilbert, Bottrell, Macleod, Schwartz) – 2:30

### Australische und japanische Limited-Edition-Bonus-CD
Eine weitere Limited Edition erschien 1995 in Australien und Japan, ebenfalls mit einer weiteren CD, Live From Nashville, mit Stücken, die am 15. April 1994 im 328 Club aufgenommen wurden.
1. Can’t Cry Anymore (Bottrell, Crow) – 4:24
2. Reach Around Jerk (Crow, Bottrell, Schwartz) – 4:10
3. Strong Enough (Baerwald, Bottrell, Crow, Gilbert, MacLeod, Ricketts) – 3:11
4. Leaving Las Vegas (Baerwald, Bottrell, Crow, Gilbert, Ricketts) – 5:48
5. I Shall Believe (Bottrell, Crow) – 6:21

### Weitere Limited Edition Bonus-CD
Eine dritte Limited Edition erschien mit einer zweiten CD, Live in Singapore: [V] at the Hard Rock, mit live am 1. Mai 1995 aufgenommenen Stücken.
1. Can’t Cry Anymore (Bottrell, Crow) – 4:24
2. Leaving Las Vegas (Baerwald, Bottrell, Crow, Gilbert, Ricketts) – 5:34
3. Run, Baby, Run (Baerwald, Bottrell, Crow) – 5:58
4. The Na-Na Song (Baerwald, Bottrell, Crow, Gilbert, MacLeod, Ricketts) – 3:42
5. Strong Enough (Baerwald, Bottrell, Crow, Gilbert, MacLeod, Ricketts) – 3:12
6. All I Wanna Do (Baerwald, Bottrell, Cooper, Crow, Gilbert) – 5:19

### Deluxe Edition 2009
1. Coffee Shop
2. Killer Life
3. Essential Trip of Hereness
4. Reach Around Jerk (U.K. B side)
5. Volvo Cowgirl 99 (U.K. B side)
6. You Want More
7. All By Myself (U.K. & Europe B side)
8. On the Outside (The X-Files Soundtrack)
9. D’yer Mak’er (U.K. B side & Encomium Soundtrack)
10. I Shall Believe (2009 Remix)

### Videoalbum
1. Valuable Stuff (Dokumentation)
2. Leaving Las Vegas
3. All I Wanna Do
4. Strong Enough
5. Can’t Cry Anymore
6. Run, Baby, Run
7. What I Can Do for You
8. All I Wanna Do (Alternate version)

## Singleauskopplungen
| Jahr | Titel                 | Höchstplatzierung, Gesamtwochen, AuszeichnungChartplatzierungen (Jahr, Titel, , Platzierungen, Wochen, Auszeichnungen, Anmerkungen) | Höchstplatzierung, Gesamtwochen, AuszeichnungChartplatzierungen (Jahr, Titel, , Platzierungen, Wochen, Auszeichnungen, Anmerkungen) | Höchstplatzierung, Gesamtwochen, AuszeichnungChartplatzierungen (Jahr, Titel, , Platzierungen, Wochen, Auszeichnungen, Anmerkungen) | Höchstplatzierung, Gesamtwochen, AuszeichnungChartplatzierungen (Jahr, Titel, , Platzierungen, Wochen, Auszeichnungen, Anmerkungen) | Höchstplatzierung, Gesamtwochen, AuszeichnungChartplatzierungen (Jahr, Titel, , Platzierungen, Wochen, Auszeichnungen, Anmerkungen) | Anmerkungen                                                 |
| Jahr | Titel                 | DE | AT | CH | UK | US | Anmerkungen                                                 |
| ---- | --------------------- | --- | --- | --- | --- | --- | ----------------------------------------------------------- |
| 1994 | Leaving Las Vegas     | — | — | — | UK66 (1 Wo.)UK | US60 (10 Wo.)US | Erstveröffentlichung: 7. Mai 1994                           |
| 1994 | All I Wanna Do        | DE10 (28 Wo.)DE | AT5 (12 Wo.)AT | CH13 (25 Wo.)CH | UK4 Gold · (17 Wo.)UK | US2 Gold · (33 Wo.)US | Erstveröffentlichung: 1. Oktober 1994 Verkäufe: + 1.115.000 |
| 1995 | Strong Enough         | DE69 (10 Wo.)DE | — | — | UK33 (4 Wo.)UK | US5 Gold · (26 Wo.)US | Erstveröffentlichung: 30. Januar 1995 Verkäufe: + 640.000   |
| 1995 | Can’t Cry Anymore     | — | — | — | UK33 (3 Wo.)UK | US36 (18 Wo.)US | Erstveröffentlichung: 13. Juni 1995                         |
| 1995 | Run Baby Run          | — | — | — | UK24 (5 Wo.)UK | — | Erstveröffentlichung: 17. Juni 1995                         |
| 1995 | What I Can Do For You | — | — | — | UK43 (3 Wo.)UK | — | Erstveröffentlichung: 30. Oktober 1995                      |

## Personal
- Sheryl Crow – Gesang, Gitarre, Klavier
- David Baerwald – Gitarre
- Bill Bottrell – Gitarre, Pedal-Steel-Gitarre
- Kevin Gilbert – Keys, Gitarre, Schlagzeug („Run Baby Run“, „All by Myself“), Bass („All I Wanna Do“)
- David Ricketts – Bass-Gitarre („Leaving Las Vegas“)
- Dan Schwartz – Bass, Gitarre
- Brian MacLeod – Schlagzeug

Technisch
- Bill Bottrell – Produzent
- Dan Schwartz – Stellvertretender Produzent
- Blair Lamb – Toningenieur
- Bernie Grundman – Mastering
- Richard Frankel – Gestaltung
- Jean Krikorian – Design
- Melodie McDaniel, Peggy Sirota, Scott Henriksen – Fotografie

## Rezeption
Crow gewann für das Album bei den Grammy Awards 1995 drei Auszeichnungen: Record of the Year, Best New Artist und Best Female Vocal Performance.
Das Album wird als Teil der 1001 Albums You Must Hear Before You Die aufgeführt.

## Kommerzieller Erfolg

### Chartplatzierungen
| ChartsChartplatzierungen       | Höchstplatzierung | Wochen |
| ------------------------------ | ----------------- | ------ |
| Deutschland (GfK)              | 9 (49 Wo.)        | 49     |
| Österreich (Ö3)                | 3 (18 Wo.)        | 18     |
| Schweiz (IFPI)                 | 6 (33 Wo.)        | 33     |
| Vereinigte Staaten (Billboard) | 3 (100 Wo.)       | 100    |
| Vereinigtes Königreich (OCC)   | 8 (73 Wo.)        | 73     |

| ChartsJahrescharts (1994) | Platzierung |
| ------------------------- | ----------- |
| Deutschland (GfK)         | 85          |

### Auszeichnungen für Musikverkäufe
Das Album verkaufte sich laut Schallplattenauszeichnungen über 13,8 Millionen Mal, davon allein in den Vereinigten Staaten sieben Millionen Mal, wofür sie Siebenfach-Platin erhielt.
| Land/Region                  | Auszeichnungen für Musikverkäufe (Land/Region, Auszeichnung, Verkäufe) | Verkäufe   |
| ---------------------------- | ---------------------------------------------------------------------- | ---------- |
| Australien (ARIA)            | 5× Platin                                                              | 350.000    |
| Brasilien (PMB)              | 2× Gold                                                                | 200.000    |
| Deutschland (BVMI)           | Gold                                                                   | (250.000)  |
| Europa (IFPI)                | 5× Platin (1995) · + Platin (1997)                                     | 6.000.000  |
| Frankreich (SNEP)            | Gold                                                                   | (100.000)  |
| Kanada (MC)                  | 3× Platin                                                              | 300.000    |
| Neuseeland (RMNZ)            | 3× Platin                                                              | 45.000     |
| Niederlande (NVPI)           | Gold                                                                   | (50.000)   |
| Österreich (IFPI)            | Gold                                                                   | (25.000)   |
| Schweiz (IFPI)               | Platin                                                                 | (50.000)   |
| Spanien (Promusicae)         | Gold                                                                   | (50.000)   |
| Vereinigte Staaten (RIAA)    | 7× Platin                                                              | 7.000.000  |
| Vereinigtes Königreich (BPI) | 2× Platin                                                              | (600.000)  |
| Insgesamt                    | 7× Gold · 27× Platin ·                                                 | 13.895.000 |

Hauptartikel: Sheryl Crow/Auszeichnungen für Musikverkäufe